# Liste der Biografien/Schra
Liste der Biografien |
Portal Biografien |
Personensuche
# |
A |
B |
C |
D |
E |
F |
G |
H |
I |
J |
K |
L |
M |
N |
O |
P |
Q |
R |
S |
T |
U |
V |
W |
X |
Y |
Z |
?
 
Sa |
Sb |
Sc |
Sd |
Se |
Sf |
Sg |
Sh |
Si |
Sj |
Sk |
Sl |
Sm |
Sn |
So |
Sp |
Sq |
Sr |
Ss |
St |
Su |
Sv |
Sw |
Sy |
Sz
 
Sca–Sce |
Sch |
Sci–Scz
 
Scha |
Schc |
Schd |
Sche |
Schg |
Schi |
Schj |
Schk |
Schl |
Schm |
Schn |
Scho |
Schp |
Schr |
Schs |
Scht |
Schu |
Schv |
Schw |
Schy
 
Schra |
Schre |
Schri |
Schro |
Schru |
Schry
Die Liste der Biografien führt alle Personen auf, die in der deutschsprachigen Wikipedia einen Artikel haben. Dieses ist eine Teilliste mit 484 Einträgen von Personen, deren Namen mit den Buchstaben „Schra“ beginnt.

## Schra

### Schraa
- Schraa, Carolin (* 1991), deutsche Fußballspielerin
- Schraad, Andrea (* 1973), deutsche Kostümbildnerin

### Schrab
- Schrabisch, Albert von (1804–1865), preußischer Generalleutnant

### Schrac
- Schrack, Eduard (1889–1979), österreichischer Radioherstellungspionier
- Schrack, Eduard Harald (1930–2015), österreichischer Industrieller
- Schrack, Martin (* 1951), deutscher Jazzmusiker

### Schrad
- Schrade, Carl (1896–1974), deutsch-schweizerischer Kaufmann und Opfer des Nationalsozialismus
- Schrade, Christian (1876–1964), deutscher Architekt
- Schrade, Daniel Kojo (* 1967), deutscher Künstler (Malerei, Performance)
- Schrade, Dirk (* 1978), deutscher Vielseitigkeitsreiter
- Schrade, Ewald Karl (* 1941), deutscher Galerist
- Schrade, Hans Erich (1907–1971), deutscher nationalsozialistischer Kulturfunktionär
- Schrade, Holger (* 1963), deutscher Jurist, Präsident des Landesarbeitsgerichts Hamm
- Schrade, Horst (1924–2014), deutscher Karikaturist
- Schrade, Hubert (1900–1967), deutscher Kunsthistoriker
- Schrade, Hugo (1900–1974), deutscher Manager
- Schrade, Leo (1903–1964), deutsch-US-amerikanischer Musikwissenschaftler
- Schrade, Matthias (* 1979), deutscher Unternehmer und ehemaliger Politiker (PIRATEN)
- Schrade, Torsten (* 1977), deutscher Digital Humanities Wissenschaftler
- Schrade, Ulrich (1943–2009), polnischer Philosoph, Erziehungswissenschaftler und Ethiker
- Schrade, Willi (* 1935), deutscher SchauspielerWilli Schrade (* 1935)

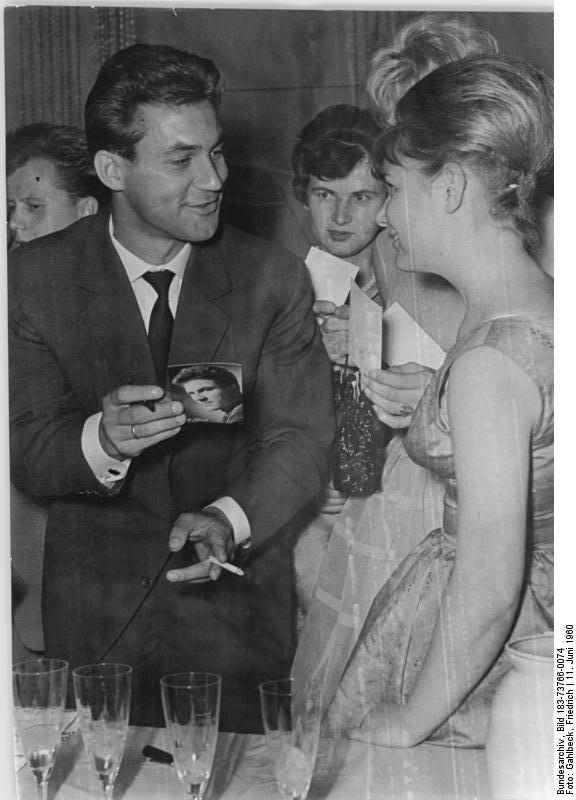
Willi Schrade (* 1935)

- Schrade, Wolfgang (1924–2010), deutscher Marineoffizier, zuletzt Flottillenadmiral der Bundesmarine
- Schrader von Schliestedt, Heinrich Bernhard (1706–1773), Minister im Fürstentum Braunschweig-Wolfenbüttel
- Schrader, Achim (1934–2004), deutscher Soziologe
- Schrader, Albrecht (* 1983), deutscher Komponist, Musiker und Entertainer
- Schrader, Alexander (1887–1956), deutscher Politiker (NSDAP), MdR
- Schrader, Alfred (1924–2024), deutscher Dramaturg und Hörspielautor
- Schrader, Angelica (1890–1976), deutsche Metallografin und Materialwissenschaftlerin
- Schrader, Arno (* 1968), deutscher Rechtsanwalt und Autor, sowie ehemaliger Lokalpolitiker
- Schrader, August (1807–1894), deutsch-US-amerikanischer Erfinder
- Schrader, August Louis Detlev von (1810–1859), deutscher Landrat und Parlamentarier
- Schräder, Bernhard (1900–1971), deutscher Bischof
- Schrader, Bernhard (1931–2012), deutscher Chemiker und Hochschullehrer, Raman-Spektroskopiker
- Schrader, Bertha (1845–1920), deutsche Malerin, Grafikerin und Lithografin
- Schrader, Bodo (1928–2018), deutscher Geodät
- Schrader, Bruno (1861–1926), deutscher Pianist, Komponist und Musikschriftsteller
- Schrader, Carl (1852–1930), deutscher Astronom und Bryologe
- Schrader, Carmen (1913–2012), spanische Frau, Gerechte unter den Völkern
- Schrader, Catharina (1656–1746), niederländische Hebamme
- Schrader, Christian (1854–1932), deutscher Weber, Arbeitersekretär und Kommunalpolitiker, Oberregierungsrat der Provinz Hannover
- Schrader, Christian (* 1959), deutscher Rechtswissenschaftler, Richter und Hochschullehrer
- Schrader, Christian Friedrich (1739–1816), deutscher Botaniker, Romanist und Lexikograf
- Schrader, Christoph (1601–1680), deutscher Rhetoriker und Bibliothekar
- Schrader, Christoph Bernhard (1573–1638), deutscher Jurist, Sekretär des Hansekontors in Bergen, Ratsherr der Hansestadt Rostock
- Schrader, Christopher (* 1962), deutscher Wissenschaftsjournalist und Autor
- Schrader, Clemens (1820–1875), deutscher Jesuit und Theologe
- Schrader, Diederich Heinrich (1801–1847), Schwimmmeister der Kadettenanstalt in Hannover
- Schrader, Eberhard (1836–1908), deutscher Alttestamentler und Altorientalist, der die Assyriologie in Deutschland begründete
- Schrader, Eckard (1945–2021), deutscher Fotograf und Bildbände-Autor
- Schrader, Eduard von (1779–1860), deutscher Rechtswissenschaftler, Rechtshistoriker und Hochschullehrer
- Schrader, Edwin, dänischer Bahnradsportler und Weltmeister
- Schrader, Ehrhard (* 1927), deutscher DBD-Funktionär, MdV
- Schrader, Eleonore (* 1952), deutsche Fußballspielerin
- Schrader, Ernst (1852–1911), deutscher Lehrer und Schriftsteller
- Schrader, Ernst (1877–1936), deutscher Polizeibeamter und Gewerkschaftsführer
- Schrader, Ernst Barthold von (1800–1872), deutscher Gutsbesitzer und Parlamentarier
- Schrader, Ernst von (1781–1848), braunschweigischer Generalleutnant
- Schrader, Felix (* 1997), deutscher Para-EishockeyspielerFelix Schrader (* 1997)

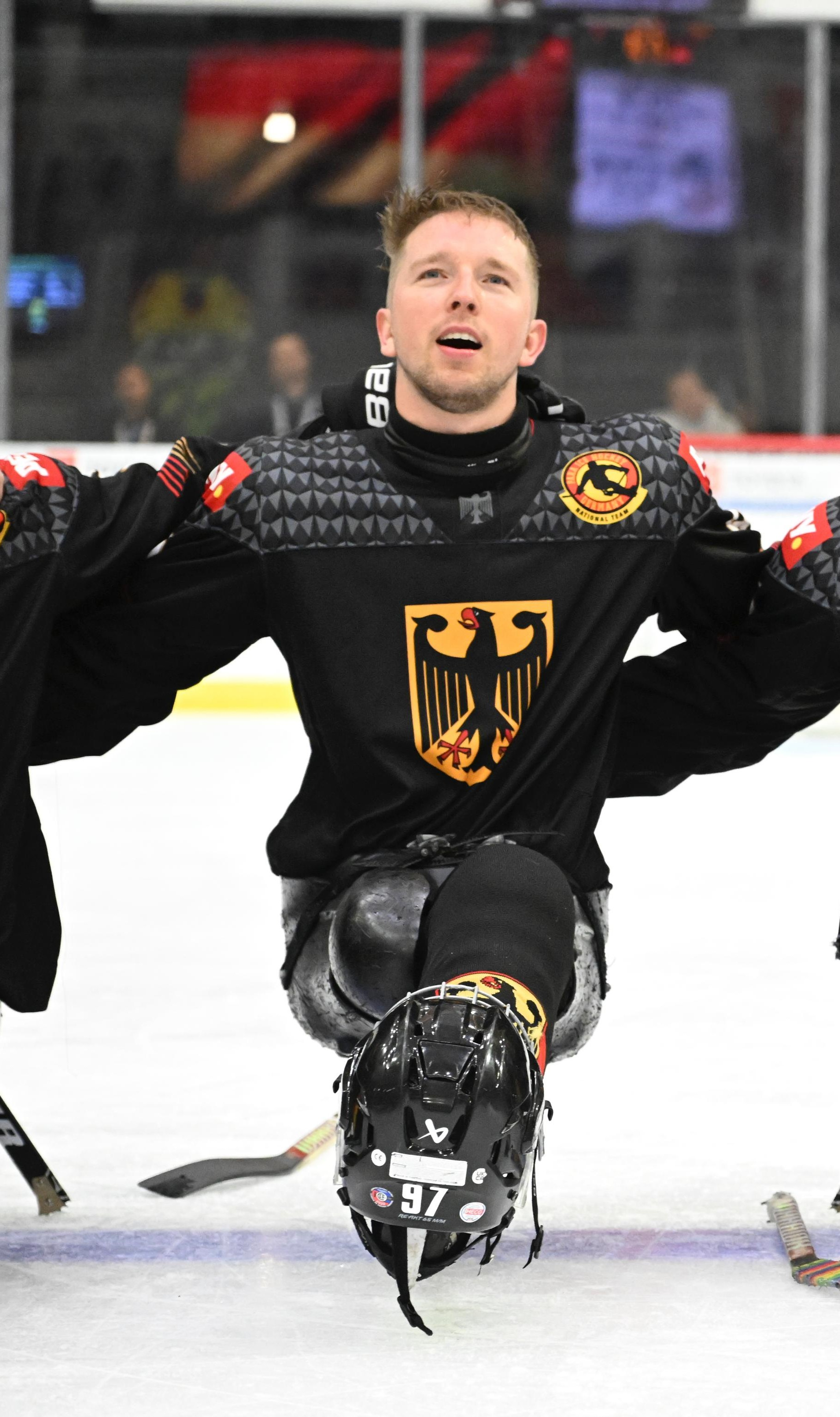
Felix Schrader (* 1997)

- Schrader, Franz (1844–1924), französischer Geograph, Alpinist, Kartograph und Maler von väterlicherseits preußisch-deutscher Abstammung
- Schrader, Franz (1919–2007), römisch-katholischer Priester und Kirchenhistoriker
- Schrader, Frederick Franklin (1857–1943), deutschamerikanischer Autor und Herausgeber
- Schrader, Friedrich (1865–1937), deutscher Vizeadmiral der Kaiserlichen Marine
- Schrader, Friedrich (1865–1922), deutscher Schriftsteller und OrientalistFriedrich Schrader (1865–1922)

Friedrich Schrader (1865–1922)

- Schrader, Friedrich Georg (1797–1875), deutscher Verwaltungsjurist und Amtsrichter
- Schrader, Friedrich Otto (1876–1961), deutscher Indologe
- Schrader, Gerhard (1900–1949), deutscher Rechtsmediziner und Hochschullehrer
- Schrader, Gerhard (1903–1990), deutscher Chemiker
- Schrader, Gerhard (* 1940), deutscher Fußballspieler und -trainer
- Schrader, Goetz (1908–1997), deutscher Pionier der Fotokameratechnik
- Schrader, Gustav (1829–1903), Mitglied des Preußischen Abgeordnetenhauses
- Schrader, Gustav (1852–1942), deutscher Naturaliensammler, Naturalienhändler und Ornithologe
- Schrader, Halwart (* 1935), deutscher Journalist, Automobilhistoriker, Autor und Publizist
- Schrader, Hans (1869–1948), deutscher Klassischer Archäologe
- Schrader, Hans Christian (* 1952), deutscher Buchautor und Diplom-Psychologe
- Schrader, Hans-Dieter (1929–2004), deutscher Politiker (SPD), MdL
- Schrader, Hans-Hermann, deutscher Datenschutzexperte
- Schrader, Hans-Jürgen (* 1943), deutscher Literaturwissenschafter
- Schrader, Hans-Otto (* 1956), deutscher Manager
- Schrader, Hans-Wilhelm (1889–1958), deutscher Verwaltungsjurist und Richter
- Schrader, Harald (* 1944), deutscher Neurologe
- Schrader, HD (* 1945), deutscher bildender Künstler
- Schrader, Heiko (* 1958), deutscher Soziologe
- Schrader, Heinrich (1844–1911), deutscher Musikdirektor, Chorleiter, Hoforganist und Professor
- Schrader, Heinrich (* 1878), deutscher Fechter und Olympiateilnehmer
- Schrader, Heinrich Adolf (1767–1836), deutscher Arzt und Botaniker
- Schrader, Heinrich Julius Friedrich von (1764–1829), deutscher Jurist
- Schrader, Heinz (1910–1990), deutscher Maschinenbauingenieur, Professor für Strömungsmaschinen, Gründungsrektor der Hochschule für Schwermaschinenbau Magdeburg
- Schrader, Henning (* 1940), deutscher Politiker (CDU), MdL
- Schrader, Hermann (1841–1916), deutscher Klassischer Philologe und Gymnasiallehrer
- Schrader, Hermann (1844–1899), deutscher Lokalpolitiker, Bürgermeister von Holzminden (1878–1899)
- Schrader, Hermann (1885–1968), deutscher Jurist, Geschäftsführer der landwirtschaftlichen Berufsgenossenschaften
- Schrader, Hilde (1910–1966), deutsche Schwimmerin
- Schrader, Hugo († 1940), deutscher Unternehmer, Pionier der Fotokameraherstellung
- Schrader, Hugo (1902–1993), deutscher Schauspieler und Synchronsprecher
- Schrader, Janik (* 1999), deutscher Handballspieler
- Schrader, Johann Christoph (1683–1744), deutscher Apotheker und Kaufmann in Berlin
- Schrader, Johann Gottlieb Friedrich (* 1763), deutscher Physiker und Chemiker
- Schrader, Johann Hermann (1684–1737), deutscher evangelischer Pfarrer und Kirchenlieddichter
- Schrader, Julie (1881–1939), deutsche Schriftstellerin
- Schrader, Julius (1815–1900), deutscher Maler
- Schrader, Jürgen Gerhart, deutscher Bildhauer der Renaissance
- Schrader, Karl (1834–1913), deutscher Jurist und Politiker (DFP), MdR
- Schrader, Karl (1876–1957), deutscher Jurist, Richter und Senatspräsident beim Reichsgericht
- Schrader, Karl (1898–1977), deutscher Pädagoge und Hochschullehrer
- Schrader, Karl (1899–1971), deutscher Politiker (SPD), MdL
- Schrader, Karl (1915–1981), deutscher Karikaturist
- Schrader, Karl von (1848–1896), deutscher Rittergutsbesitzer und Hofbeamter
- Schrader, Karolina, deutsche Sängerin und Songwriterin
- Schrader, Kurt (* 1949), deutscher Politiker (CDU), MdL
- Schrader, Kurt (* 1951), US-amerikanischer Politiker
- Schrader, Leif (* 1969), deutscher Politiker (FDP), MdHB
- Schrader, Leonard (1943–2006), US-amerikanischer Autor, Filmregisseur und -produzent
- Schrader, Lina von (* 2004), deutsche Fußballspielerin
- Schrader, Lorenz (1538–1606), Rat des Bischofs von Osnabrück
- Schrader, Ludolph (1531–1589), deutscher Jurist, Professor und Rektor der Universität Viadrina in Frankfurt (Oder)
- Schrader, Ludwig (1932–2014), deutscher Romanist und Hispanist
- Schrader, Ludwig Albrecht Gottfried (1751–1815), deutscher Jurist
- Schrader, Ludwig Christian (1815–1907), evangelischer Geistlicher, Reichstagsabgeordneter
- Schrader, Maike (1971–2004), deutsche Hockeyspielerin
- Schrader, Maria (* 1965), deutsche Schauspielerin, Regisseurin und DrehbuchautorinMaria Schrader (* 1965)

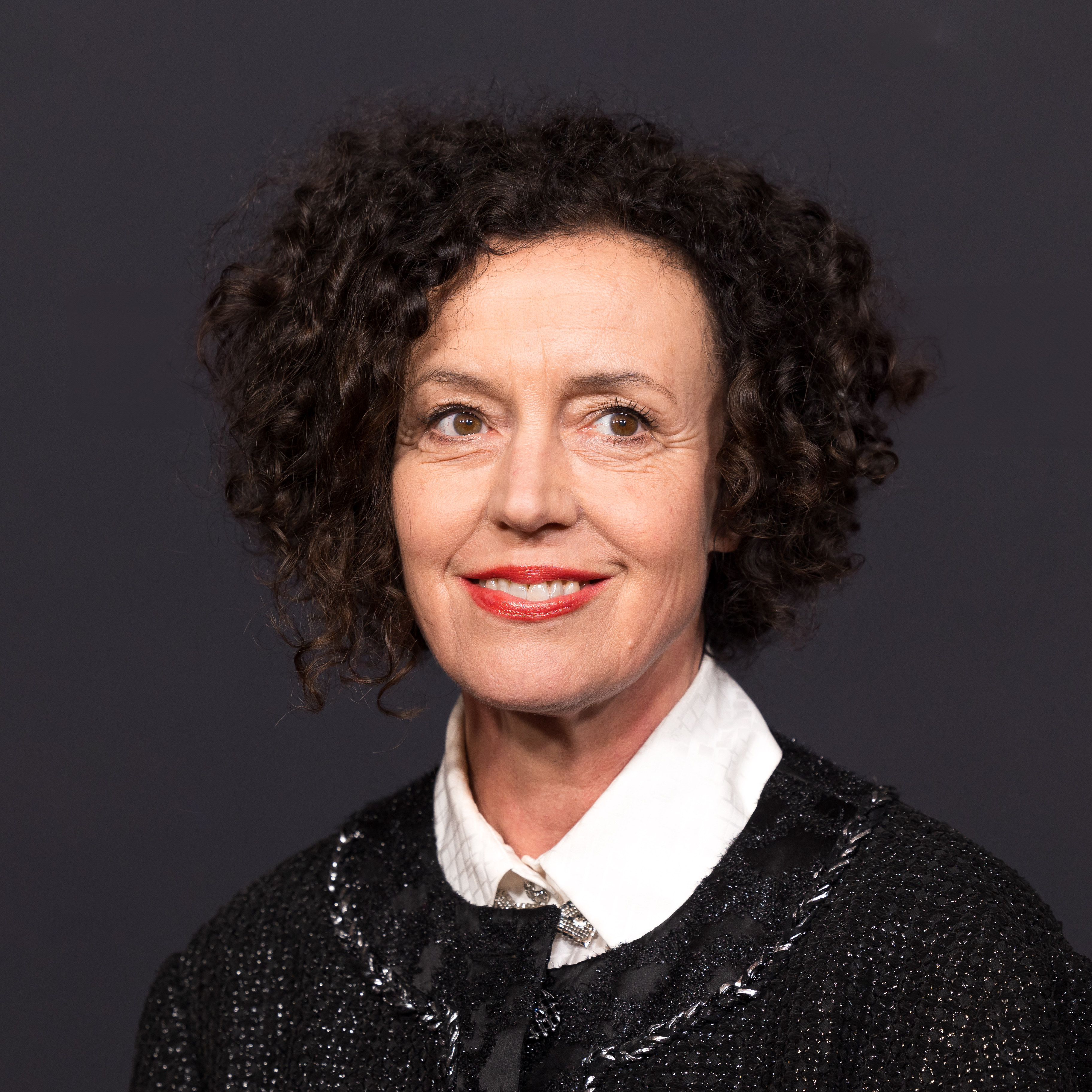
Maria Schrader (* 1965)

- Schrader, Marianna (1882–1970), deutsche Benediktinerin
- Schrader, Mathis (* 1946), deutscher Schauspieler, Theaterregisseur und Hörspielsprecher
- Schräder, Maurus (1629–1678), Abt des Benediktinerklosters Liesborn
- Schrader, Meeno (* 1961), deutscher Dipl.-Meteorologe, Fernsehmoderator und Unternehmer
- Schrader, Michael (* 1987), deutscher Zehnkämpfer
- Schrader, Mona (* 1990), Sommelière
- Schrader, Niklas (* 1981), deutscher Politiker (Die Linke), MdA
- Schrader, Nikolaas von (* 1992), österreichischer Schauspieler und Musiker
- Schrader, Otto (1855–1919), deutscher Sprachwissenschaftler, Indogermanist und Altertumskundler
- Schrader, Otto von (1888–1945), deutscher Admiral im Zweiten Weltkrieg
- Schrader, Paul (* 1946), US-amerikanischer Drehbuchautor und FilmregisseurPaul Schrader (* 1946)

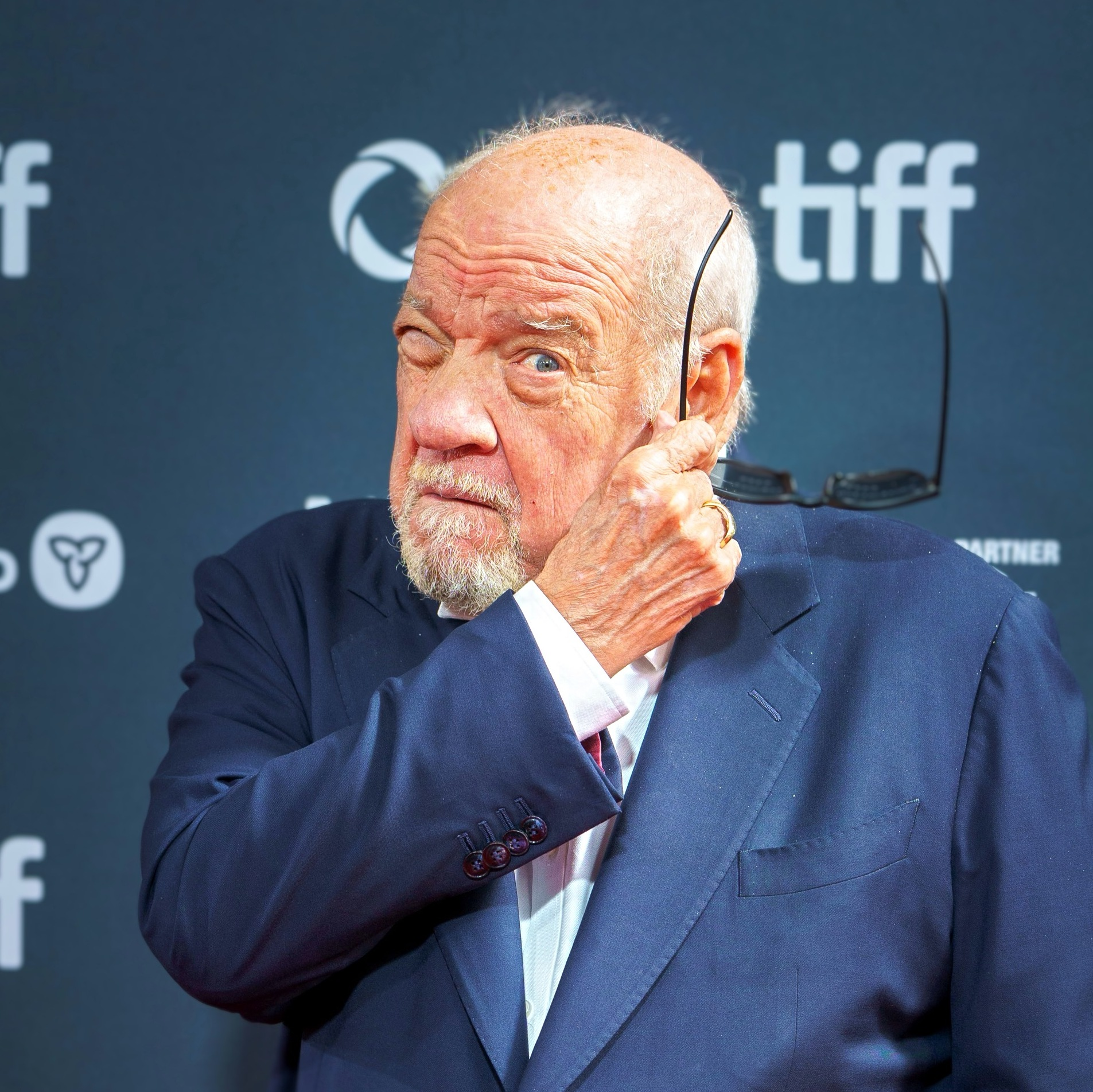
Paul Schrader (* 1946)

- Schrader, Paul T. (* 1977), deutscher Rechtswissenschaftler
- Schrader, Peter († 1654), deutscher Münzwardein und Münzmeister
- Schrader, Richard (1911–1985), deutscher Politiker der (CDU)
- Schrader, Richard (1915–2003), deutscher Chemiker und Hochschullehrer
- Schrader, Robert (1939–2015), deutscher Physiker
- Schrader, Rüdiger (* 1957), deutscher Journalist und Fotograf
- Schrader, Rudolf (1908–1991), deutscher Landwirt und Politiker (CDU), MdB, MdB
- Schrader, Sabine (* 1965), deutsche Romanistin
- Schrader, Santina Maria, deutsche Schauspielerin und Sängerin
- Schrader, Sebastian (* 1978), deutscher Maler
- Schrader, Susanne (* 1959), deutsche Rettungsschwimmerin
- Schrader, Theodor (1844–1917), deutscher Jurist und Historiker
- Schräder, Theodor (1904–1975), deutscher Fischereibiologe und Limnologe
- Schrader, Ulrike (* 1960), deutsche Literaturwissenschaftlerin
- Schrader, Uwe (* 1954), deutscher Film- und Fernsehregisseur und Hochschullehrer
- Schrader, Uwe (* 1959), deutscher Politiker (FDP), MdL
- Schrader, Werner (1895–1944), deutscher Lehrer, Offizier und Widerstandskämpfer
- Schrader, Werner (1928–2007), deutscher Lehrer, Kinder- und Jugendbuchautor
- Schrader, Werner von (1840–1922), deutscher Richter und Parlamentarier
- Schrader, Wilhelm (1817–1907), deutscher Gymnasiallehrer, Provinzialschulrat in Königsberg, Kurator der Universität Halle
- Schrader, Wilhelm (1847–1914), Zollbeamter und Hohenloher Heimatdichter
- Schrader, Wilhelm (1893–1978), deutscher Heimatforscher, Publizist und Verleger
- Schrader, Wilhelm (1914–2006), deutscher Diplomat
- Schrader, Wolfgang H. (1942–2000), deutscher Philosoph
- Schrader-Breymann, Henriette (1827–1899), deutsche Pädagogin, Gründerin von Bildungs- und Erziehungsinstitutionen, Förderin der Fröbelpädagogik und der Frauenbildung
- Schräder-Grau, Klaus (* 1971), deutscher Journalist und Hörfunkmoderator
- Schrader-Rottmers, Wilhelm (1909–1972), deutscher Verwaltungsjurist und Richter in der Sozialgerichtsbarkeit
- Schrader-Velgen, Carl Hans (1876–1945), deutscher Genre- und Landschaftsmaler
- Schradi, Martina (* 1972), deutsche Comiczeichnerin und Autorin
- Schradieck, Henry (1846–1918), deutscher Komponist, Geiger und Musikpädagoge
- Schradiek, Annemarie (1907–1993), deutsche Schauspielerin
- Schradin, Johannes († 1501), katholischer Priester, Benediktiner und Abt des Klosters Murrhardt
- Schradin, Johannes, deutscher Reformator
- Schradin, Laura (1878–1937), deutsche Frauenrechtlerin und Mitglied der Verfassunggebenden Versammlung des Volksstaats Württemberg
- Schradin, Max (* 1978), deutscher FernsehmoderatorMax Schradin (* 1978)

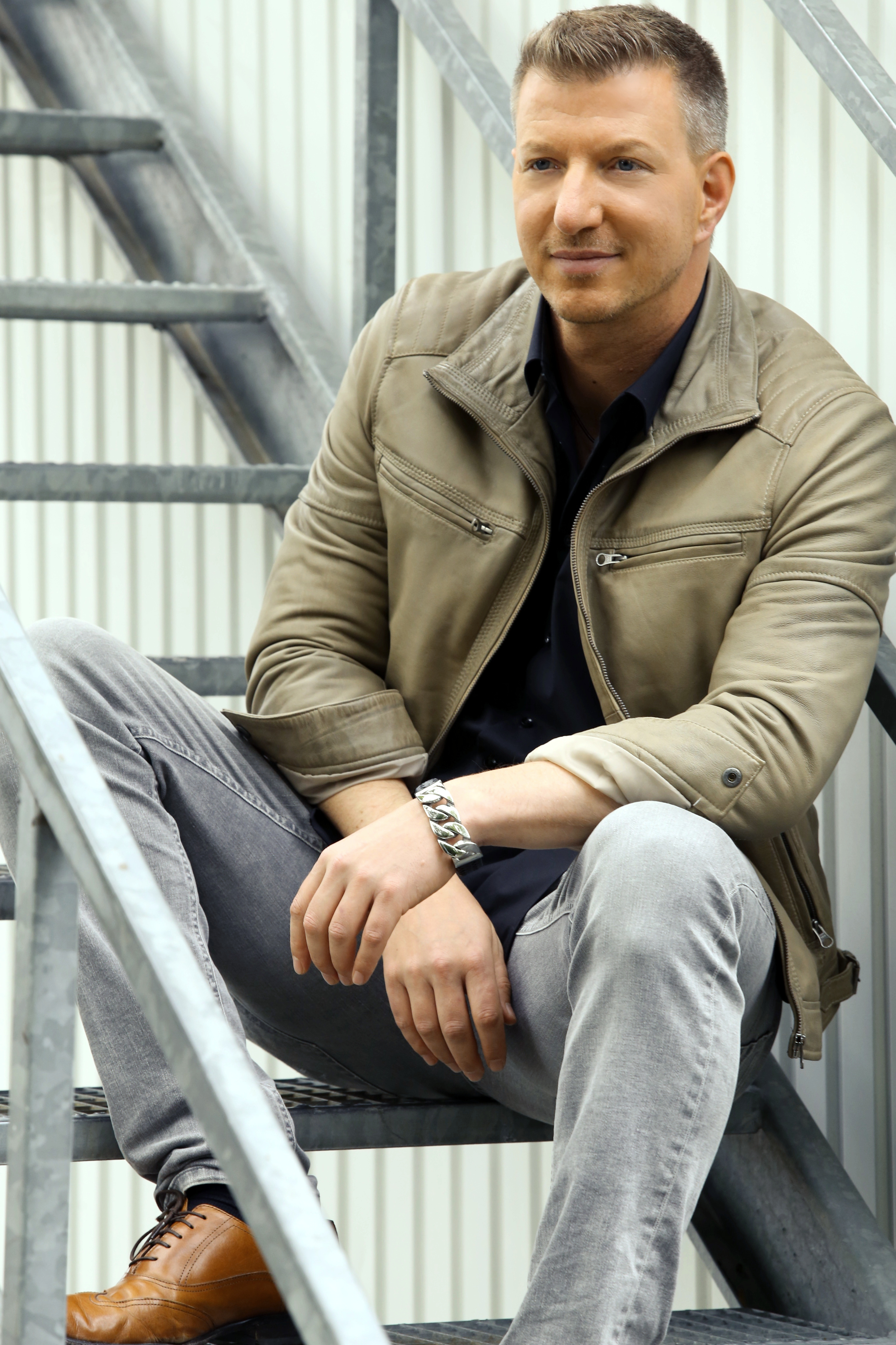
Max Schradin (* 1978)

- Schradin, Niklaus, Schweizer Chronist und Schreiber

### Schrae
- Schraeder, Ryan (* 1988), US-amerikanischer American-Football-Spieler
- Schraegle, Gustav (1867–1925), deutscher Maler
- Schraemli, Harry (1904–1995), Schweizer Barkeeper, Lehrer an einer Hotelfachschule und Buchautor
- Schraepel, Georg (1898–1969), deutscher Jurist, SS-Standartenführer und Chef des Personalamtes im Reichssicherheitshauptamt (RSHA)
- Schraepler, Ernst (1912–1998), deutscher Historiker
- Schräer, Christian (* 1965), deutscher Fußballschiedsrichter
- Schraermeyer, Paul (1884–1955), deutscher Kommunalpolitiker
- Schraermeyer, Ulrich (* 1954), deutscher Zellbiologe und Elektronenmikroskopiker

### Schraf
- Schraff, Joscha (* 1991), Schweizer Jazzmusiker (Piano, Komposition)
- Schraffl, Josef (1855–1922), österreichischer Politiker (CS) und erster Landeshauptmann von Tirol, Abgeordneter zum Nationalrat, Mitglied des Bundesrates
- Schrafl, Anton (1873–1945), Schweizer Unternehmer
- Schraft, Rolf Dieter (* 1942), deutscher Robotiker und Hochschullehrer

### Schrag
- Schrag, Daniel (* 1966), US-amerikanischer Wissenschaftler
- Schrag, Johann Leonhard (1783–1858), deutscher Buchhändler und Verleger
- Schrag, Julius (* 1864), deutscher Maler
- Schrag, Martha (1870–1957), deutsche Malerin und Grafikerin
- Schrage, Bernd (* 1951), deutscher Fußballtorhüter
- Schrage, Dieter (1935–2011), deutsch-österreichischer Kulturwissenschaftler und -aktivist
- Schrage, Dominik (* 1969), deutscher Soziologe
- Schrage, Götz (* 1960), österreichischer Fotograf, Musiker, Berufsspieler, Politiker (SPÖ) und freier Schriftsteller
- Schrage, Hidde Klaas (1883–1952), niederländischer Maschinenbau-Ingenieur
- Schrage, Johann Nicolaus (1753–1795), deutscher evangelischer Theologe
- Schrage, Josef (1881–1953), deutscher Gewerkschaftsfunktionär und Politiker (Zentrum, CDU), MdL
- Schrage, Karl (1904–1972), deutscher Gold- und Silberschmiedemeister
- Schrage, Morris (1930–2011), polnisch-amerikanischer Unternehmer
- Schrage, Oriana (* 1977), deutsch-brasilianisch-schweizerische Schauspielerin
- Schrage, Wolfgang (1928–2017), deutscher evangelischer Theologe und Hochschullehrer
- Schragenheim, Felice (* 1922), deutsche Journalistin und Lebensgefährtin von Lilly Wust
- Schragl, Friedrich (1937–2025), österreichischer römisch-katholischer Kirchenhistoriker
- Schragmüller, Elsbeth (1887–1940), deutsche Spionin
- Schragmüller, Johann Konrad (1605–1675), deutscher evangelischer Theologe und Hochschullehrer
- Schragmüller, Konrad (1895–1934), deutscher Offizier und Politiker (NSDAP), MdR

### Schrai
- Schraivogel, Ralph (* 1960), Schweizer Plakatgestalter

### Schrak
- Schrakamp, Eduard (1809–1861), deutscher Richter und Politiker
- Schrakamp, Rudolf (1856–1941), preußischer Landrat

### Schram
- Schram, Adolf (1848–1927), österreichischer und tschechoslowakischer Chemieunternehmer, Besitzer der Firma „A. Schram“ und Verbandsfunktionär
- Schram, Alois Hans (1864–1919), österreichischer Maler
- Schram, August (1843–1891), österreichischer Unternehmer
- Schram, August (* 1979), Schweizer Oratorien- und Opern-Tenor
- Schram, Bitty (* 1968), US-amerikanische Schauspielerin
- Schram, Frederik (* 1995), isländischer Fußballspieler
- Schram, Jessy (* 1986), US-amerikanische SchauspielerinJessy Schram (* 1986)

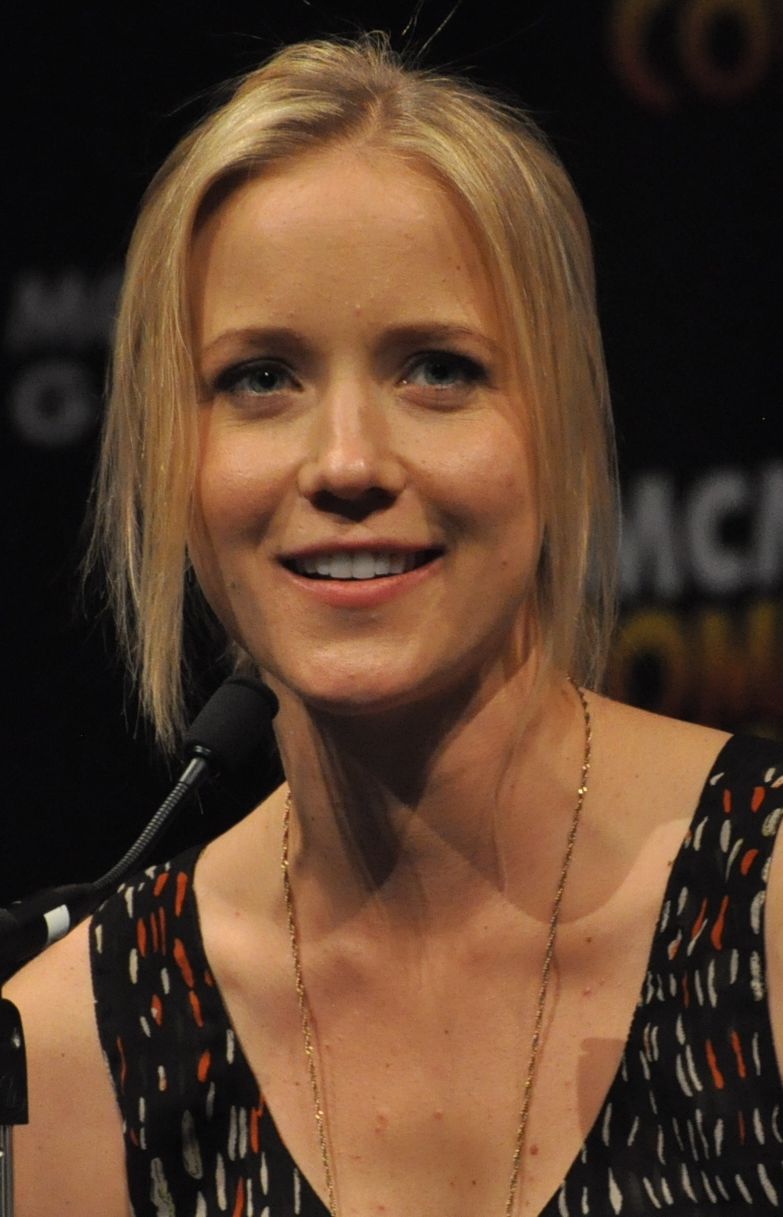
Jessy Schram (* 1986)

- Schram, Joseph (1770–1847), deutscher Jurist und Bibliothekar
- Schram, Stuart R. (1924–2012), US-amerikanischer Physiker, Politikwissenschaftler und Sinologe
- Schram, Wilhelm (1850–1925), tschechischer Bibliothekar, Historiker und Kunsthistoriker
- Schrama, Godelieve, niederländische Harfenistin
- Schramb, Anselm (1658–1720), österreichischer Benediktinermönch, Historiker, Philologe und Bibliothekar
- Schrambke, Renate (* 1945), deutsche Dialektologin
- Schramböck, Margarete (* 1970), österreichische Managerin und Politikerin (ÖVP)Margarete Schramböck (* 1970)

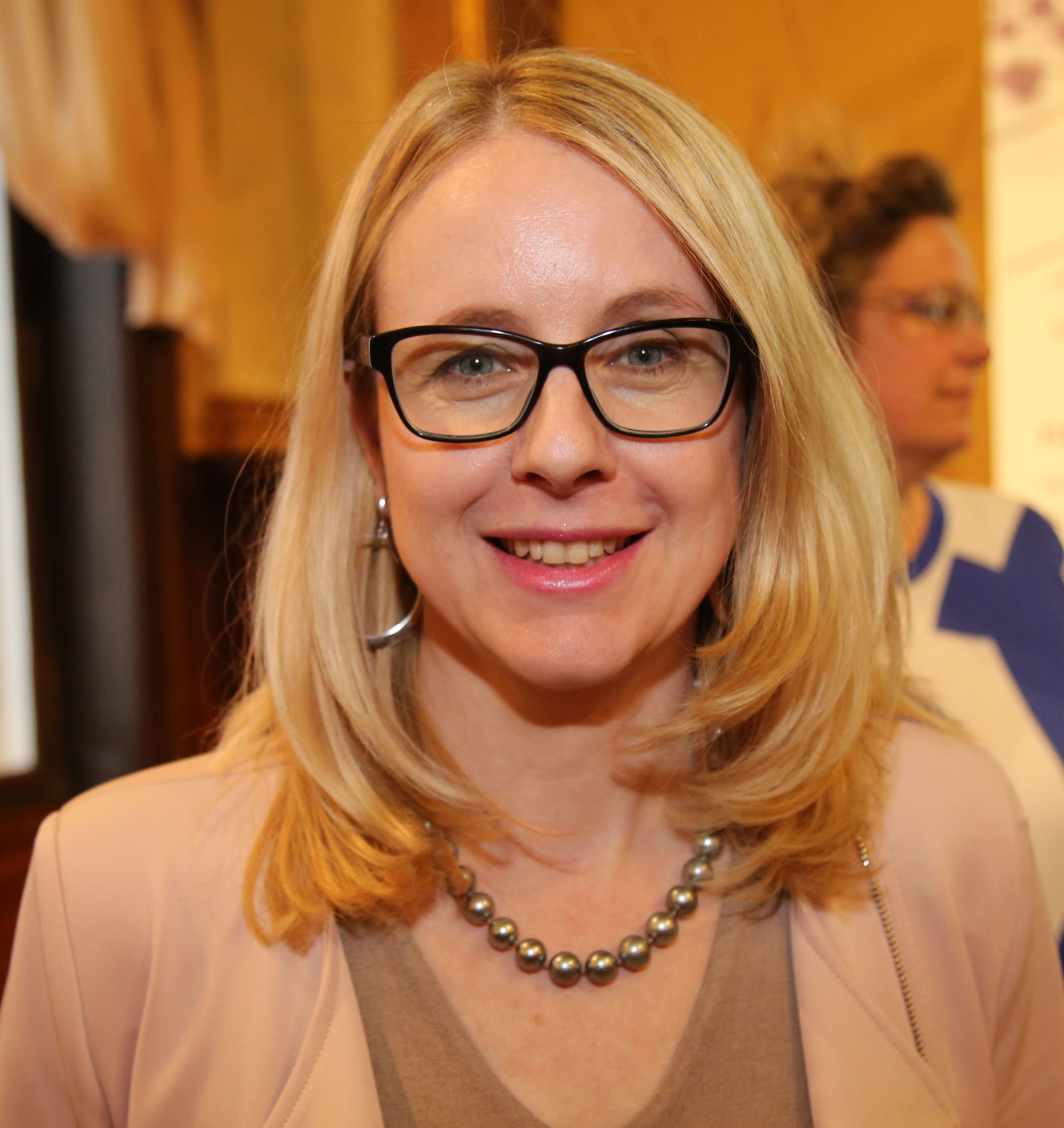
Margarete Schramböck (* 1970)

- Schrameck, Abraham (1867–1948), französischer Politiker
- Schramek, Josef (1856–1940), Lehrer und Volkskundler
- Schramek, Karl (1949–2023), österreichischer Diplomat
- Schramek, Renate (* 1974), deutsche Alterswissenschaftlerin
- Schrameyer, Kai (* 1968), deutscher Rollstuhltennisspieler
- Schrameyer, Klaus (1934–2021), deutscher Botschafter, Jurist, Publizist und Südosteuropa-Experte
- Schramke, Gerhard (* 1959), österreichischer Jazzmusiker (Piano, Komposition)
- Schramke, Jürgen (1942–2016), deutscher Romanist und Germanist
- Schramko, Irina Borissowna (* 1961), sowjetisch-ukrainische Frühhistorikerin, Archäologin und Hochschullehrerin
- Schramko, Jaroslaw (* 1963), ukrainischer Hochschullehrer, Professor für Logik und Philosophie
- Schraml, Arthur (1907–1999), deutscher Grafiker und Typograf
- Schraml, Franz (1874–1946), österreichischer Montanwissenschaftler
- Schraml, Josef (1895–1954), deutscher Politiker (BVP, CSU), MdL Bayern
- Schraml, Tim (* 1993), deutscher Fußballspieler
- Schraml, Wilhelm (1935–2021), deutscher Geistlicher, römisch-katholischer Bischof von Passau
- Schrämli, Ernst (1919–1942), Schweizer Landesverräter
- Schramm, Adolph (1805–1887), deutscher Kaufmann und Mäzen
- Schramm, Albert (1880–1937), deutscher Buchwissenschaftler
- Schramm, Amalie (1826–1907), deutsche Opernsängerin (Koloratursopran) und Schauspielerin
- Schramm, Andrea (* 1968), deutsche Regisseurin
- Schramm, Andreas, deutscher Musiker
- Schramm, Andreas (* 1951), deutscher Politiker (CDU), MdV, MdL
- Schramm, Anna (1835–1916), deutsche Opernsängerin (Sopran), Soubrette und Theaterschauspielerin
- Schramm, Arthur (1895–1994), deutscher Volksdichter, Erfinder und umstrittenes erzgebirgisches Original
- Schramm, Astrid (* 1956), deutsche Politikerin (BSW, zuvor Die Linke), MdL
- Schramm, August (1907–1948), tschechoslowakischer Kommunist sudetendeutscher Herkunft
- Schramm, Beate (* 1966), deutsche Ruderin und Olympiasiegerin
- Schramm, Benno (1924–2016), deutscher Schauspieler und Theaterregisseur
- Schramm, Bernd (1951–2005), deutscher Synchronsprecher und Schauspieler
- Schramm, Bernd-Erwin (* 1948), deutscher Politiker (parteilos)
- Schramm, Bernhard (1924–2016), deutscher Bankmanager und Präsident des Bundesverbandes der Deutschen Volksbanken und Raiffeisenbanken (BVR) (1980–1989)
- Schramm, Bodo (1932–2006), deutscher Maler, Grafiker und Kirchenglaskünstler
- Schramm, Carl August (1807–1869), deutscher Architekt
- Schramm, Carl August (1830–1905), deutscher Ökonom und Sozialist und Schweizer Versicherungsangestellter
- Schramm, Carl Christian (* 1703), deutscher Verwaltungsjurist und Autor
- Schramm, Carl Ludwig von (1740–1815), preußischer Generalmajor
- Schramm, Christian (1857–1922), deutscher Architekt
- Schramm, Christian (* 1952), deutscher Kommunalpolitiker, Bürgermeister von Bautzen, Erster Vizepräsident des Deutschen Städte- und Gemeindebundes
- Schramm, Claudia (* 1975), deutsche Bobfahrerin
- Schramm, Conrad (1822–1858), deutscher Revolutionär
- Schramm, David (1945–1997), US-amerikanischer Astrophysiker
- Schramm, Dieter (1940–2011), deutscher Badmintonspieler
- Schramm, Dominikus (1723–1797), deutscher Ordensgeistlicher und Kirchenrechtler
- Schramm, Eberhard (1927–2004), deutscher Sportwissenschaftler, Hochschullehrer
- Schramm, Edmund (1902–1975), deutscher Romanist und Hispanist
- Schramm, Edward (* 1965), deutscher Jurist und Professor für Strafrecht, Strafprozessrecht, Wirtschaftsstrafrecht, Europäisches und Internationales Strafrecht
- Schramm, Ehrengard (1900–1985), deutsche Politikerin (SPD), MdL
- Schramm, Engelbert († 1857), deutscher Jurist und Oberbürgermeister von Düsseldorf
- Schramm, Engelbert (* 1954), deutscher Biologe und Umweltwissenschaftler
- Schramm, Erica (1919–2012), deutsche Schauspielerin
- Schramm, Ernst Gerold (1938–2004), deutscher Opernsänger (Bariton) und Gesangspädagoge
- Schramm, Erwin (1856–1935), sächsischer Generalleutnant und Archäologe
- Schramm, Erwin (1898–1991), österreichischer Politiker (SPÖ), Abgeordneter zum Nationalrat
- Schramm, Erwin (1910–1977), deutscher Politiker (NSDAP), MdR
- Schramm, Felix (* 1970), deutscher Bildhauer und Fotograf
- Schramm, Ferdinand (1889–1964), deutscher Politiker (NSDAP), MdR und Reichshandwerksmeister
- Schramm, Florian (* 1964), deutscher Ökonom
- Schramm, Folker (* 1947), deutscher Musikwissenschaftler
- Schramm, Franz (1887–1966), deutscher Politiker (CDU)
- Schramm, Franz Andreas (1752–1799), deutscher Theologe
- Schramm, Friedrich, deutscher Architekt und Lehrer an der Bauakademie
- Schramm, Gabriele (* 1950), deutsche Schauspielerin
- Schramm, Georg (1871–1936), deutscher Militärjurist
- Schramm, Georg (* 1949), deutscher KabarettistGeorg Schramm (* 1949)

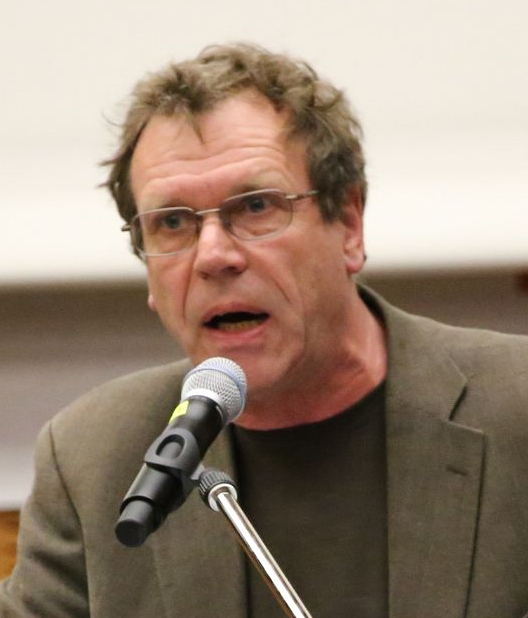
Georg Schramm (* 1949)

- Schramm, Gerhard (1903–1998), deutscher Eisenbahningenieur, Beamter und Hochschullehrer
- Schramm, Gerhard (1910–1969), deutscher Genetiker
- Schramm, Gerhard (1923–2010), deutscher Diplomat und Außenhandelsfunktionär, Botschafter der DDR
- Schramm, Gert (1928–2016), deutscher Zeitzeuge des Nationalsozialismus und Häftling des KZ Buchenwald
- Schramm, Godehard (* 1943), deutscher Schriftsteller, Erzähler und Rundfunkredakteur
- Schramm, Gottfried (1894–1982), deutscher Architekt
- Schramm, Gottfried (1929–2017), deutscher Historiker
- Schramm, Gotthold (1932–2018), deutscher Geheimdienstler der DDR-Staatssicherheit
- Schramm, Gottlieb Georg (1640–1673), deutscher Mediziner
- Schramm, Günther (1896–1991), deutscher Arzt
- Schramm, Günther (* 1929), deutscher Schauspieler, Hörspielsprecher, Synchronsprecher, Fernsehmoderator, Kabarettist und SängerGünther Schramm (* 1929)

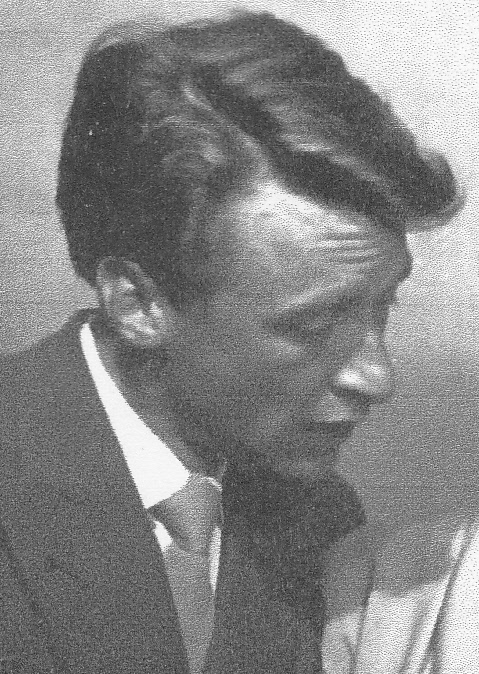
Günther Schramm (* 1929)

- Schramm, Hanna (1896–1978), deutsche Pädagogin, Emigrantin, Journalistin
- Schramm, Hans Joachim (1930–2023), deutscher Autor, Journalist und Goldschmied
- Schramm, Hans-Günther (* 1941), deutscher Politiker (Bündnis 90/Die Grünen), MdL
- Schramm, Hans-Jörg (1935–2015), deutscher Politiker (CDU), MdL
- Schramm, Hans-Peter (* 1938), deutscher Bibliothekar und Hochschullehrer
- Schramm, Harald (* 1946), deutscher Fußballspieler
- Schramm, Heiko (* 1971), deutscher Musiker und Songschreiber
- Schramm, Heinz-Eugen (1918–1998), deutscher Autor und Herausgeber
- Schramm, Henry (* 1960), deutscher Politiker (CSU), MdL
- Schramm, Hermann (1871–1951), deutscher Opernsänger (Tenor und Tenorbuffo)
- Schramm, Hermann (1894–1978), deutscher Maschinenbauingenieur, Fabrikdirektor und Senator (Bayern)
- Schramm, Hilde (* 1936), deutsche Erziehungswissenschaftlerin und ehemalige Politikerin (AL/Grüne)Hilde Schramm (* 1936)

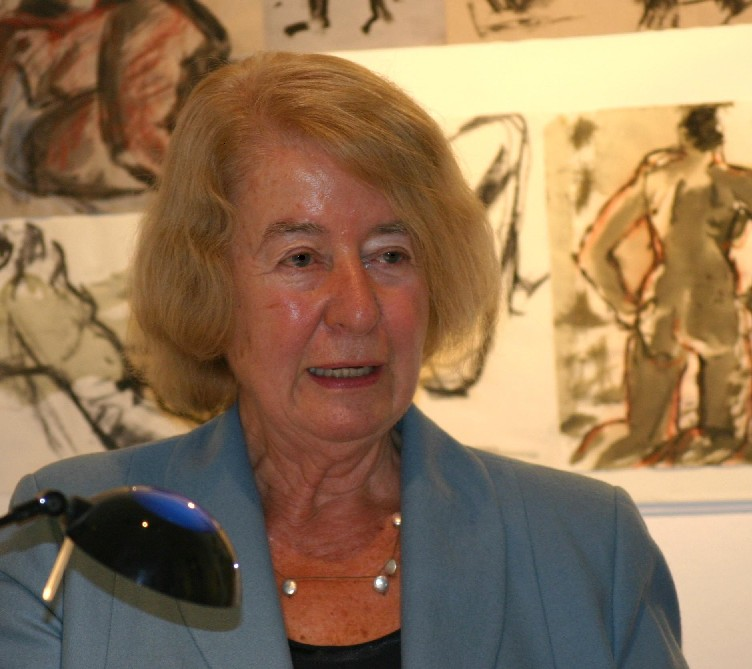
Hilde Schramm (* 1936)

- Schramm, Ingo (* 1962), deutscher Schriftsteller
- Schramm, Ingrid (* 1956), österreichische Schriftstellerin und Malerin
- Schramm, Jean-Paul Adam (1789–1884), französischer General der Infanterie
- Schramm, Jo (* 1974), deutscher Bühnenbildner, Video- und Lightdesigner
- Schramm, Johann Christian († 1796), deutscher Cembalist und Pianist
- Schramm, Johann Heinrich (1676–1753), deutscher reformierter Theologe
- Schramm, Johann Heinrich (1810–1865), österreichischer Maler
- Schramm, Johann Jacob (1724–1808), deutscher Orgelbauer
- Schramm, Johann Sebastian (1729–1790), deutscher Chorregent, Antiquar
- Schramm, Johannes (* 1946), deutscher Neurochirurg
- Schramm, Josef (1901–1991), preußischer Landrat und Verwaltungsjurist
- Schramm, Josef (1919–2001), österreichischer Hochschullehrer, Bakteriologe und Geograph
- Schramm, Jost (1926–2001), deutscher Architekt
- Schramm, Julia (* 1985), deutsche Autorin und Politikerin (Piratenpartei, Die Linke)
- Schramm, Julius (1870–1945), deutscher Kunstschmied, Kunstschlosser und Fachschriftsteller
- Schramm, Julius (1922–1991), deutscher Metallbildhauer und Goldschmied
- Schramm, Karen (* 1967), deutsche Germanistin
- Schramm, Karl (1906–1969), deutscher Dramaturg, Regisseur und Schriftsteller
- Schramm, Karl-Heinz (1935–2015), deutscher Jurist, ehemaliger Richter am Bundesgerichtshof
- Schramm, Katharina (* 1972), deutsche Ethnologin
- Schramm, Kurt (1937–2022), deutscher Skispringer und Skisprungfunktionär
- Schramm, Lena (* 1979), deutsche Malerin und Objektkünstlerin
- Schramm, Lutz (* 1959), deutscher Rundfunkmoderator und Journalist
- Schramm, Manfred (* 1949), deutscher Lehrer und Politiker (Bündnis 90/Die Grünen)
- Schramm, Margit (1932–1996), deutsche Opern-, Lied- und Operettensängerin (Sopran), Kammersängerin und Filmdarstellerin
- Schramm, Marie-Luise (* 1984), deutsche Schauspielerin und Synchronsprecherin
- Schramm, Martin (* 1975), deutscher Archivar
- Schramm, Mathias (1949–2007), deutscher Musiker
- Schramm, Matthias (1928–2005), deutscher Wissenschaftshistoriker
- Schramm, Max (1861–1928), deutscher Politiker (Deutsche Volkspartei), MdHB
- Schramm, Max (1872–1947), deutscher Verwaltungsjurist
- Schramm, Melchior († 1619), deutscher Organist und Komponist
- Schramm, Michael (* 1953), deutscher Dirigent, Musikwissenschaftler und Offizier
- Schramm, Michael (* 1959), deutscher Fernsehjournalist
- Schramm, Michael (* 1960), deutscher Theologe und Hochschullehrer
- Schramm, Michael (* 1972), deutscher Altphilologe und Philosophiehistoriker
- Schramm, Norbert (* 1953), deutscher Ornithologe, Vogelzüchter und Autor
- Schramm, Norbert (* 1960), deutscher Eiskunstläufer
- Schramm, Oded (1961–2008), israelischer Mathematiker
- Schramm, Otto (1845–1902), deutscher Unternehmer
- Schramm, Patrick (* 1974), deutscher Opernsänger (Bass)
- Schramm, Paula (* 1989), deutsche Schauspielerin und SynchronsprecherinPaula Schramm (* 1989)

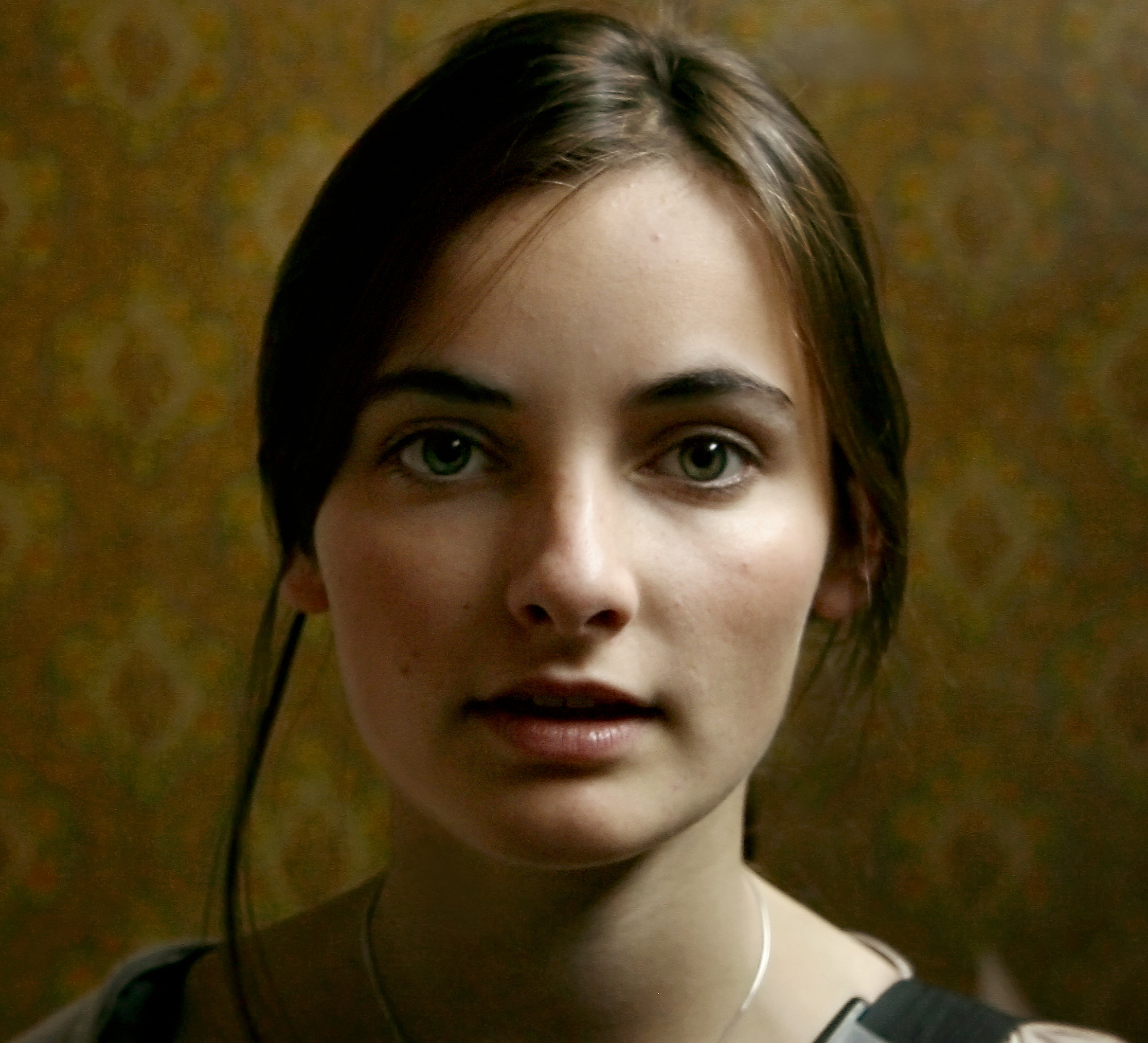
Paula Schramm (* 1989)

- Schramm, Percy Ernst (1894–1970), deutscher Historiker
- Schramm, Peter (1898–1991), deutscher Verwaltungsjurist, Landrat des Kreises Brilon (1937–1945)
- Schramm, Reinhard (* 1944), Vorsitzender der Jüdischen Landesgemeinde ThüringenReinhard Schramm (* 1944)

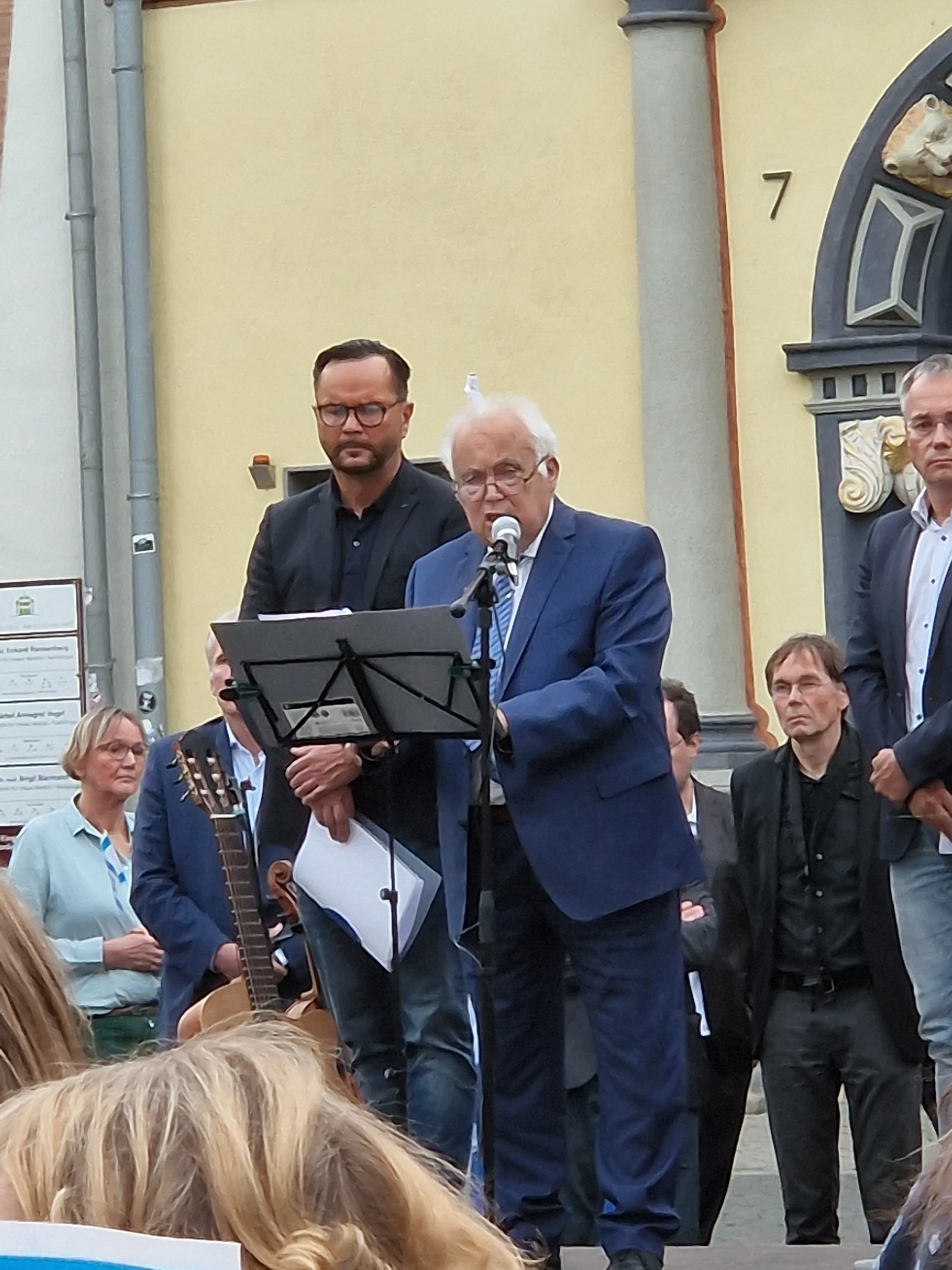
Reinhard Schramm (* 1944)

- Schramm, Robert, deutscher American-Football-Spieler
- Schramm, Robert (* 1989), deutscher Volleyballspieler
- Schramm, Rudolf, deutscher Fußballspieler
- Schramm, Rudolph (1813–1882), deutscher Publizist und Politiker
- Schramm, Sepp (* 1938), deutscher Eishockeytorwart
- Schramm, Stefan (* 1991), deutscher Chemiker und Hochschullehrer
- Schramm, Tex (1920–2003), US-amerikanischer Footballfunktionär, Journalist
- Schramm, Thorsten (* 1979), deutscher Fußballspieler
- Schramm, Till (* 1985), deutscher Triathlet
- Schramm, Tim (* 1940), deutscher evangelischer Theologe
- Schramm, Tobias (1701–1771), deutscher Orgelbauer
- Schramm, Ulf (1933–1999), deutscher Germanist
- Schramm, Ulrik (1912–1995), deutscher Werbegraphiker und Illustrator
- Schramm, Uwe (* 1941), deutscher Diplomat
- Schramm, Walter (1895–1966), deutscher Theaterregisseur und Schauspieler
- Schramm, Werner (1898–1970), deutscher Maler und Bühnenbildner
- Schramm, Werner (1933–2004), deutscher evangelischer Theologe
- Schramm, Wilbur (1907–1987), US-amerikanischer Kommunikationswissenschaftler und Hochschullehrer
- Schramm, Wilhelm (* 1952), deutscher Designer, Grafiker und Maler
- Schramm, Wilhelm Heinrich (1758–1823), deutscher Drucker und Verleger
- Schramm, Wilhelm Ritter von (1898–1983), deutscher Offizier, Journalist und Militärschriftsteller
- Schramm, Willi (1904–1974), deutscher Maler und Graphiker
- Schramm, Willy (1900–1951), deutscher Politiker (SPD)
- Schramm-Biermann, Irene (* 1950), deutsche Malerin der Konkreten Kunst
- Schramm-Dunker, Walter (1890–1944), deutscher Schauspieler und Sänger bei Bühne und Film sowie ein Theaterregisseur
- Schramm-Graham, Henriette (1803–1876), deutsche Opernsängerin (Sopran) und Schauspielerin
- Schramm-Heckmann, Liselotte (1904–1995), deutsche Malerin
- Schramm-Klein, Hanna (* 1974), deutsche Ökonomin und Professorin
- Schramm-Macdonald, Marie (1846–1908), deutsche Schriftstellerin
- Schramm-Skoficz, Barbara (* 1963), österreichische Politikerin (Grüne), Landtagsabgeordnete in Tirol
- Schramm-Zittau, Rudolf (1874–1950), deutscher Maler
- Schramma, Fritz (* 1947), deutscher Kommunalpolitiker (CDU), Oberbürgermeister von KölnFritz Schramma (* 1947)

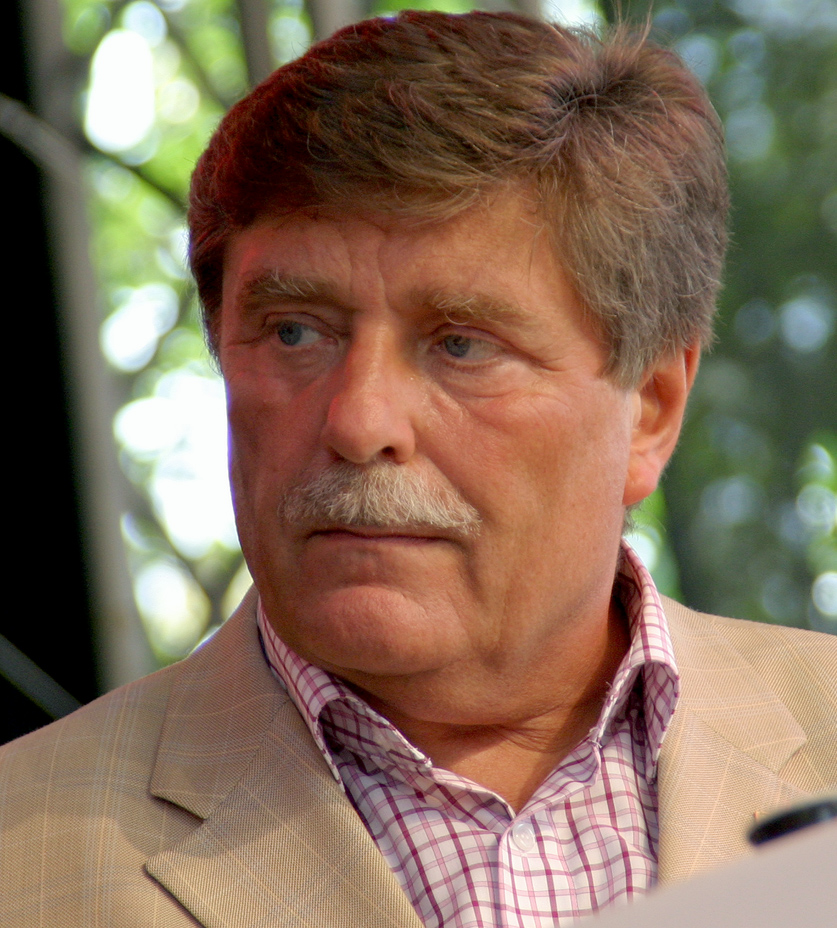
Fritz Schramma (* 1947)

- Schramme, Jean (1929–1988), belgischer Söldner
- Schramme, Otto (1898–1941), deutscher Politiker (NSDAP), MdR, MdL, Polizeipräsident und SA-Führer
- Schramme, Thomas (* 1969), deutscher Philosoph und Hochschullehrer
- Schrammek, Bernhard (* 1972), deutscher Musikwissenschaftler
- Schrammek, Winfried (1929–2017), deutscher Organist und Musikwissenschaftler
- Schrammel, Anton (1854–1917), österreichischer Politiker (Sozialdemokratische Arbeiterpartei), Gewerkschaftssekretär und Redakteur
- Schrammel, Emil (1884–1952), tschechoslowakischer Politiker (SdP)
- Schrammel, Johann (1850–1893), österreichischer Komponist und Musiker
- Schrammel, Josef (1852–1895), österreichischer Komponist und Musiker
- Schrammel, Karl (1907–1945), deutscher römisch-katholischer Geistlicher und Märtyrer
- Schrammel, Kaspar (1811–1895), österreichischer Komponist und Musiker
- Schrammel, Klaus-Peter (* 1942), österreichischer Rechtsanwalt, Jazzmusiker (Pianist und Komponist)
- Schrammel, Lisa (* 1986), österreichische Schauspielerin und Sprecherin
- Schrammel, Thomas (* 1987), österreichischer Fußballspieler
- Schrammel, Walter (* 1947), österreichischer Jurist und Hochschullehrer
- Schrammen, Anton (1869–1953), deutscher Paläontologe und Zahnarzt in Hildesheim
- Schrammen, Eberhard (1886–1947), deutscher Maler, Grafiker, Fotograf und Designer
- Schrammen, Jakob (1871–1944), deutscher Architekt und Baubeamter
- Schrämmli, Konrad (1865–1925), Schweizer Politiker
- Schramseis, Maria (* 1963), österreichische Diskuswerferin und Kugelstoßerin
- Schramseis, Roman (1906–1988), österreichischer Fußballspieler

### Schran
- Schran, Peter (* 1949), deutscher TV-Journalist, Filmemacher und Produzent
- Schrand, Heinz (1926–2017), deutscher Maler, Grafiker und Bildhauer
- Schraner Burgener, Christine (* 1963), Schweizer DiplomatinChristine Schraner Burgener (* 1963)

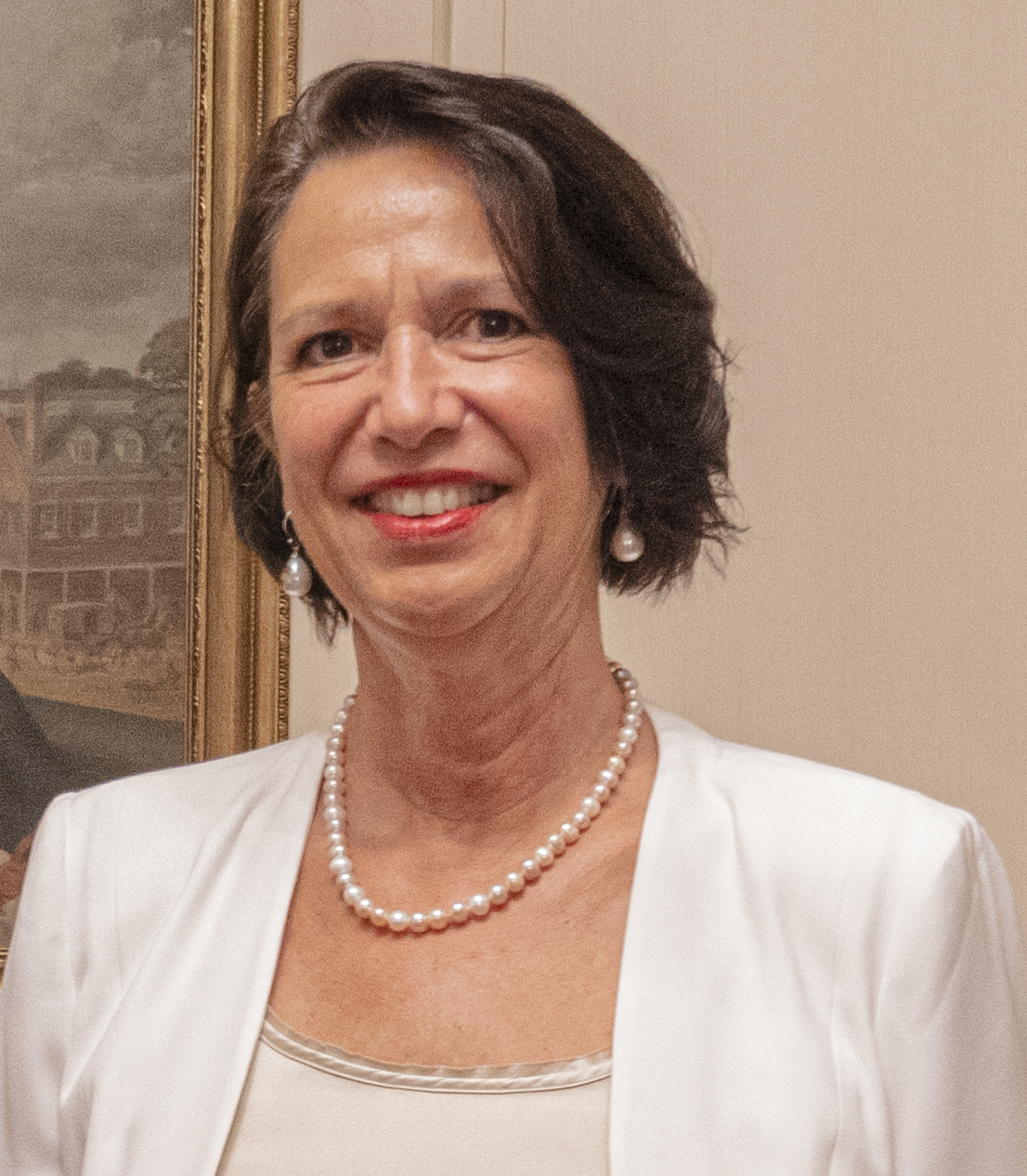
Christine Schraner Burgener (* 1963)

- Schraner, Josef (* 1929), Schweizer Radrennfahrer
- Schraner, Kim (* 1976), kanadische Schauspielerin
- Schraner, Viktor (* 1956), Schweizer Radrennfahrer
- Schrangl, Franz (1897–1945), österreichischer Politiker (SDAP), Landtagsabgeordneter
- Schrangl, Philipp (* 1985), österreichischer Politiker (FPÖ), Abgeordneter zum Nationalrat
- Schránil, Rudolf (1885–1957), österreichischer Rechtswissenschaftler
- Schrank, Franz (* 1945), österreichischer Hochschullehrer und Rechtswissenschaftler
- Schrank, Franz de Paula von (1747–1835), Botaniker, Hochschullehrer, Priester, Insektenforscher und Mitglied der Jesuiten
- Schrank, John F. (1876–1943), deutsch-US-amerikanischer Attentäter und Barkeeper
- Schrank, Josef (1838–1907), österreichischer Mediziner
- Schrank, Ludwig (1828–1905), österreichischer Fotograf, Fachschriftsteller und Komponist
- Schrank, Max-Günther (1898–1960), deutscher General der Deutschen Wehrmacht
- Schrank, Stefanie (* 1980), deutsche Musikerin und bildende Künstlerin
- Schranner, Matthias (* 1964), deutscher Verwaltungsjurist, Experte für Verhandlungsführung
- Schranner, Patrick (* 1991), deutscher Automobilrennfahrer
- Schrant der Ältere, Johannes Matthias (1783–1866), niederländischer katholischer Theologe, Rhetoriker und Literaturwissenschaftler
- Schranz, Andreas (* 1979), österreichischer Fußballtorhüter
- Schranz, Christoph (* 1993), österreichischer Grasskiläufer
- Schranz, Daniel (* 1974), deutscher Kommunalpolitiker (CDU), Oberbürgermeister von OberhausenDaniel Schranz (* 1974)

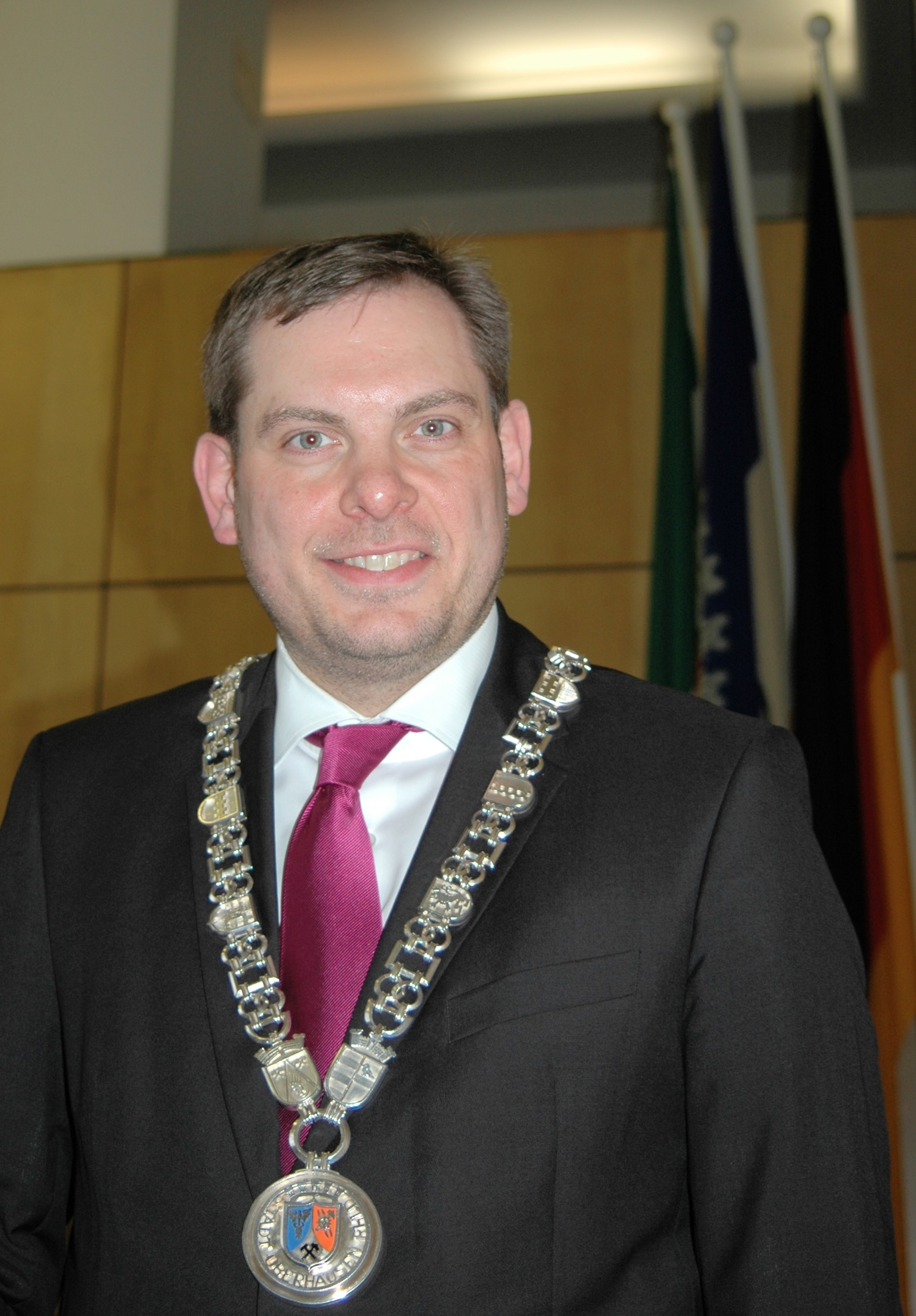
Daniel Schranz (* 1974)

- Schranz, Edgar (1930–2009), österreichischer Politiker (SPÖ), Abgeordneter zum Nationalrat, Mitglied des Bundesrates
- Schranz, Erwin (* 1950), österreichischer Politiker (ÖVP), Landtagsabgeordneter im Burgenland
- Schranz, Fritz (1930–2016), deutscher Philosoph und Aktionskünstler
- Schranz, Hans (1916–1987), Schweizer Schriftsteller
- Schranz, Helmut (* 1941), österreichischer Skirennläufer
- Schranz, Helmut (1963–2015), österreichischer Schriftsteller und Literaturzeitschriftherausgeber
- Schranz, Helmuth (1897–1968), deutscher Politiker (DP, GDP), MdB
- Schranz, Ivan (* 1993), slowakischer Fußballspieler
- Schranz, Karl (* 1938), österreichischer SkirennläuferKarl Schranz (* 1938)

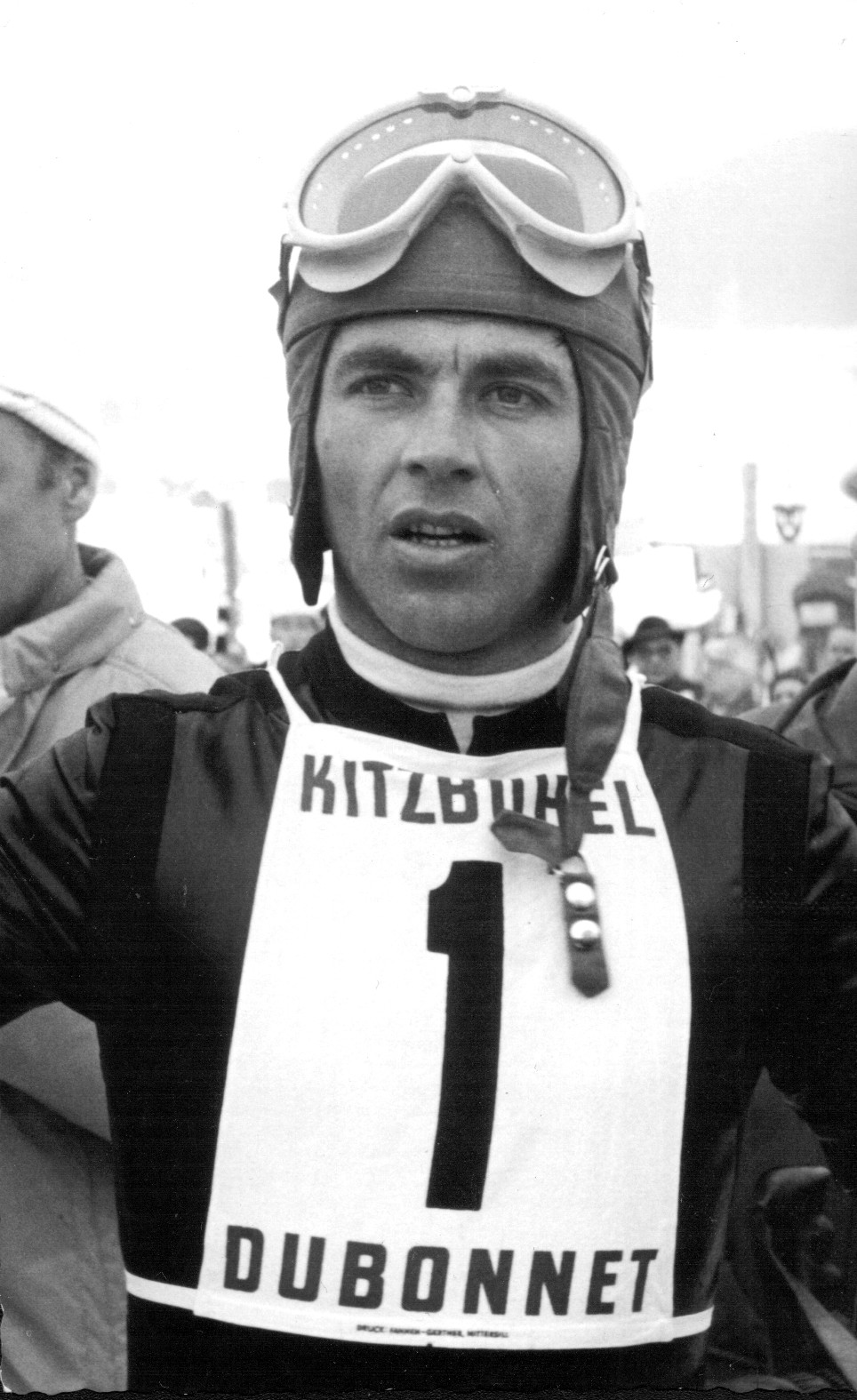
Karl Schranz (* 1938)

- Schranz, Wolfgang (* 1976), österreichischer Tennisspieler

### Schrap
- Schrape, Jan-Felix (* 1979), deutscher Soziologe
- Schrapel, Alfred (1885–1945), Dresdner Kommunalpolitiker und Antifaschist
- Schrapers, Harald (* 1964), deutscher Spielekritiker und Journalist
- Schräpler, Klaus (* 1934), deutscher Fußballspieler (DDR-Oberliga und DDR-Liga)
- Schrapp, Jürgen (* 1974), deutscher Behindertensportler
- Schrappe, Matthias (* 1955), deutscher Internist
- Schrappe, Otto (1924–1983), deutscher Psychiater und Hochschullehrer
- Schraps, Annemarie (1936–2009), deutsche Politikerin (CDU), MdL
- Schraps, Johannes (* 1983), deutscher Politikwissenschaftler und Politiker (SPD), MdB
- Schraps, Reinhold (1833–1917), deutscher Jurist und Politiker, MdR

### Schrat
- Schrat, Henrik (* 1968), deutscher Künstler und Bühnenbildner
- Schratt, Katharina (1853–1940), österreichische SchauspielerinKatharina Schratt (1853–1940)

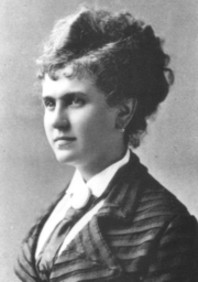
Katharina Schratt (1853–1940)

- Schrattenbach, Vinzenz Joseph von (1744–1816), Fürstbischof von Lavant; Bischof von Brünn
- Schrattenbach, Wolfgang Hannibal von (1660–1738), Bischof von Olmütz
- Schrattenholz, Josef (1847–1909), deutscher Musikschriftsteller und Gegner des Antisemitismus
- Schrattenholz, Leo (1872–1955), deutscher Komponist, Cellist und Musikpädagoge
- Schrattenholz, Max (1842–1894), Pianist und Violinist
- Schrattenholz, Wilhelm (1815–1898), Lehrer, Dichter, Schriftsteller, Komponist und selbsternannter Arzt und Heiler
- Schratter, Dagmar (* 1954), österreichische Zoologin, Leiterin des Tiergartens Schönbrunn
- Schratz, Michael (* 1952), österreichischer Bildungsforscher
- Schratzenstaller, Margit (* 1968), deutsche Wirtschaftswissenschaftlerin

### Schrau
- Schraub, Karl (1847–1917), deutscher Richter
- Schraube-Löffler, Dorothee (* 1931), deutsche Bildende Künstlerin und Textilkünstlerin
- Schraudenbach, Ludwig (1872–1958), deutscher Offizier und Schriftsteller
- Schraudner, Martina (* 1962), deutsche Hochschullehrerin
- Schraudolf, Max (1918–1999), deutscher Volksmusiker aus dem Allgäu
- Schraudolph, Claudius der Ältere (1813–1891), deutscher Historienmaler, Lithograph und Zeichner für Holzschnitte
- Schraudolph, Claudius der Jüngere (1843–1902), deutscher Maler und Illustrator
- Schraudolph, Johann von (1808–1879), deutscher Maler und RadiererJohann von Schraudolph (1808–1879)

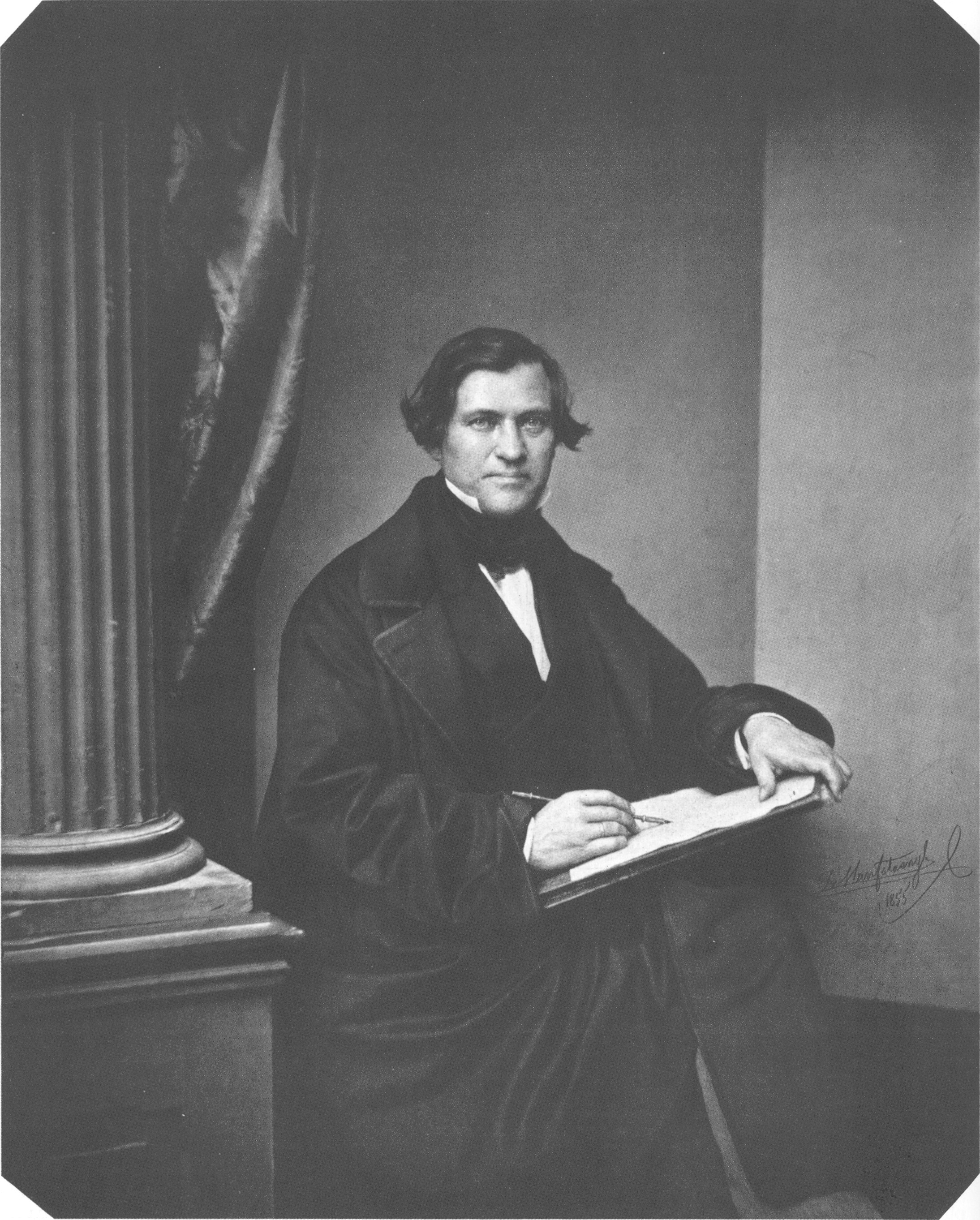
Johann von Schraudolph (1808–1879)

- Schraudolph, Matthias († 1863), deutscher Maler und Benediktiner
- Schraudolph, Robert (1887–1978), deutscher Kunstmaler
- Schraudy, Eugen (1880–1959), deutscher Kommunalpolitiker
- Schrauf, Albrecht (1837–1897), österreichischer Mineraloge
- Schrauf, Karl (1835–1904), österreichischer Archivar
- Schrauf, Moritz (1891–1974), deutscher Benediktiner und Theologe
- Schraut, Elisabeth (* 1955), deutsche Historikerin, Kulturmanagerin und Kuratorin
- Schraut, Josef Nikolaus von (1846–1905), bayerischer Verwaltungsbeamter
- Schraut, Ludwig (1929–2007), deutscher Politiker (SPD)
- Schraut, Max von (1845–1906), deutscher Jurist, Beamter und Politiker
- Schraut, Peter Joseph (1791–1854), preußischer Verwaltungsjurist und Landrat
- Schraut, Rudolf (1886–1923), bayerischer Offizier und Polizist
- Schraut, Rudolf (1899–1970), deutscher Jurist und Nationalsozialist
- Schraut, Steffen (* 1969), deutscher ModedesignerSteffen Schraut (* 1969)

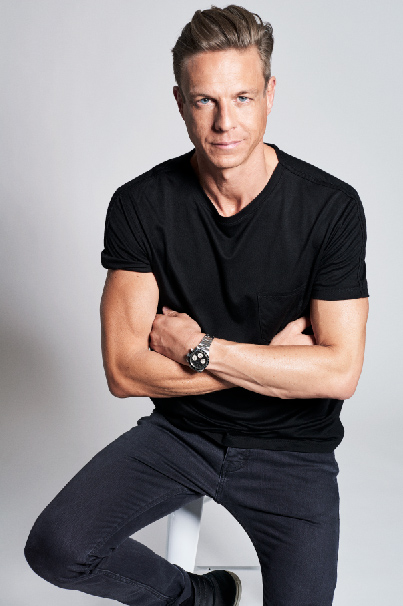
Steffen Schraut (* 1969)

- Schraut, Sylvia (* 1954), deutsche Historikerin
- Schraut, Werner (1951–2018), deutscher Gewichtheber
- Schrautenbach-Weitolshausen, Ludwig Balthasar von (1654–1738), deutscher Generalleutnant
- Schrauth, Walther (1881–1939), deutscher Chemiker und Unternehmer
- Schrauwen, Tony (1938–2005), belgischer Karambolagespieler, Bundestrainer und Billardfunktionär

### Schrav
- Schraven, David (* 1970), deutscher Journalist
- Schraven, Frans (1873–1937), niederländischer katholischer Bischof in China

### Schray
- Schray, Cornelia Elke (* 1969), deutsche Schriftstellerin und Lyrikerin